# أنيزين (باد كاليه)
أنيزين، باد كاليه (بالفرنسية: Annezin)‏ هي بلدية تقع في إقليم باد كاليه من منطقة نور با دو كاليه في شمال فرنسا. تبلغ مساحة هذه المدينة 6.1 (كم²)، وترتفع عن سطح البحر 24 م، يبلغ عدد سكانها 5607 نسمة حسب إحصاء المعهد الوطني للإحصاء والدراسات الاقتصادية سنة 2009 م. وترأس Daniel Delomez البلدية خلال فترة (2008-2014).